# Budynek handlowo-usługowy przy ul. Rzeźniczej 32/33 we Wrocławiu
Budynek handlowo-usługowy przy ul. Rzeźniczej – dawny dom handlowy Leo Schlesingera i Davida Grünbauma przy ulicy Rzeźniczej we Wrocławiu. 

## Historia
Dom handlowy Schlesingera i Grünbauma został wzniesiony w miejsce wyburzonych dwóch kamienic: Pod Złotym Orłem nr 32 i Pod Trzema Górami nr 33. 

### Kamienica Pod Trzema Górami

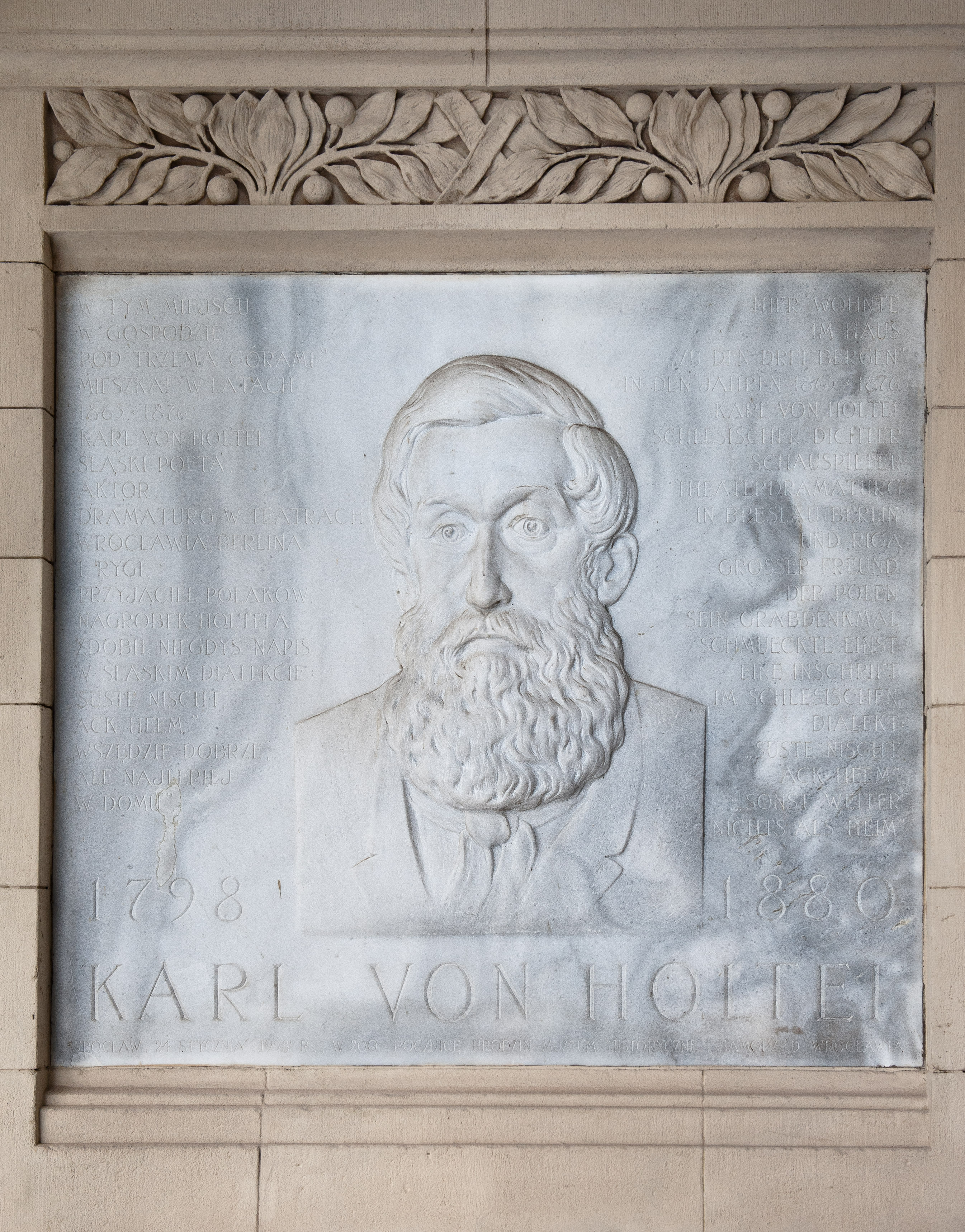
Tablica pamiątkowa Karola von Holteina

Na działce nr 33 początkowo znajdowały się dwie kamienice szczytowe. Pod koniec XVIII wieku obie kamienice połączono i wzniesiono klasycystyczny budynek, dwu- i trzytraktowy, czteroskrzydłowy, trzykondygnacyjny, w którym znajdował się zajazd "Pod Trzema Górami" ("Zu den Drei Bergen"). Fasada nowego budynku była dziesięcioosiowa, rozczłonkowana ponad boniowanym parterem pilastrami wielkiego porządku. We frontowej części budynku znajdowały się sklepy, sala restauracyjna zajmująca dwa połączone pomieszczenia oraz kuchnia. Na dwóch wyższych kondygnacjach znajdowały się pokoje gościnne. W skrzydłach bocznych, w części parterowej znajdowały się pomieszczenia gospodarcze, izba noclegowa dla woźniców i mała gospoda. Na I i II piętrze umieszczono mieszkania do wynajęcia składające się z dwóch pokoi i kuchni. W 1840 roku kamienica została rozbudowana według projektu architekta Morawe. Główne zmiany dotyczyły dobudowy czwartej kondygnacji oraz zmiany fasady nadając jej klasycystyczny wygląd. W 1899 roku kamienica została wyburzona. Jak twierdzi Agnieszka Tomaszewicz, był to jeden z lepszych hoteli we Wrocławiu, w którym zatrzymywali się zamożni podróżnicy. Zajazd słynął z doskonałej kuchni i z bardzo bogatego wyboru win. W 1998 roku w późniejszym portalu umieszczono tablicę pamiątkową poświęconą pamięci pisarza i aktora Karola von Holteina, który w latach 1870–1877 mieszkał w zajeździe.

### Kamienica Pod Złotym Orłem
Na działce nr 32 w XVI wieku lub w 1. połowie XVII wieku na parterze w lewej skrajnej osi kamienicy umieszczony został portal zamknięty łukiem pełnym z kluczem, z węgarami i archiwoltą udekorowaną płycinami, a w przyłuczach płaskorzeźbą w formie winorośli z liśćmi i owocami. Pod koniec XVII wieku kamienica została przebudowana w stylu barokowym. Powstała wówczas kamienica trzykondygnacyjna, trzytraktowa. W skrajnej południowej osi znajdowała się sień. Elewacja zakończona była wysokim szczytem ujętym pilastrami i wolutowymi spływami, zamkniętym trójkątnym naczółkiem. W 1839 roku właściciel kamienicy przedsiębiorca Karl Linke założył tu warsztat budowy powozów.

### Dom handlowy

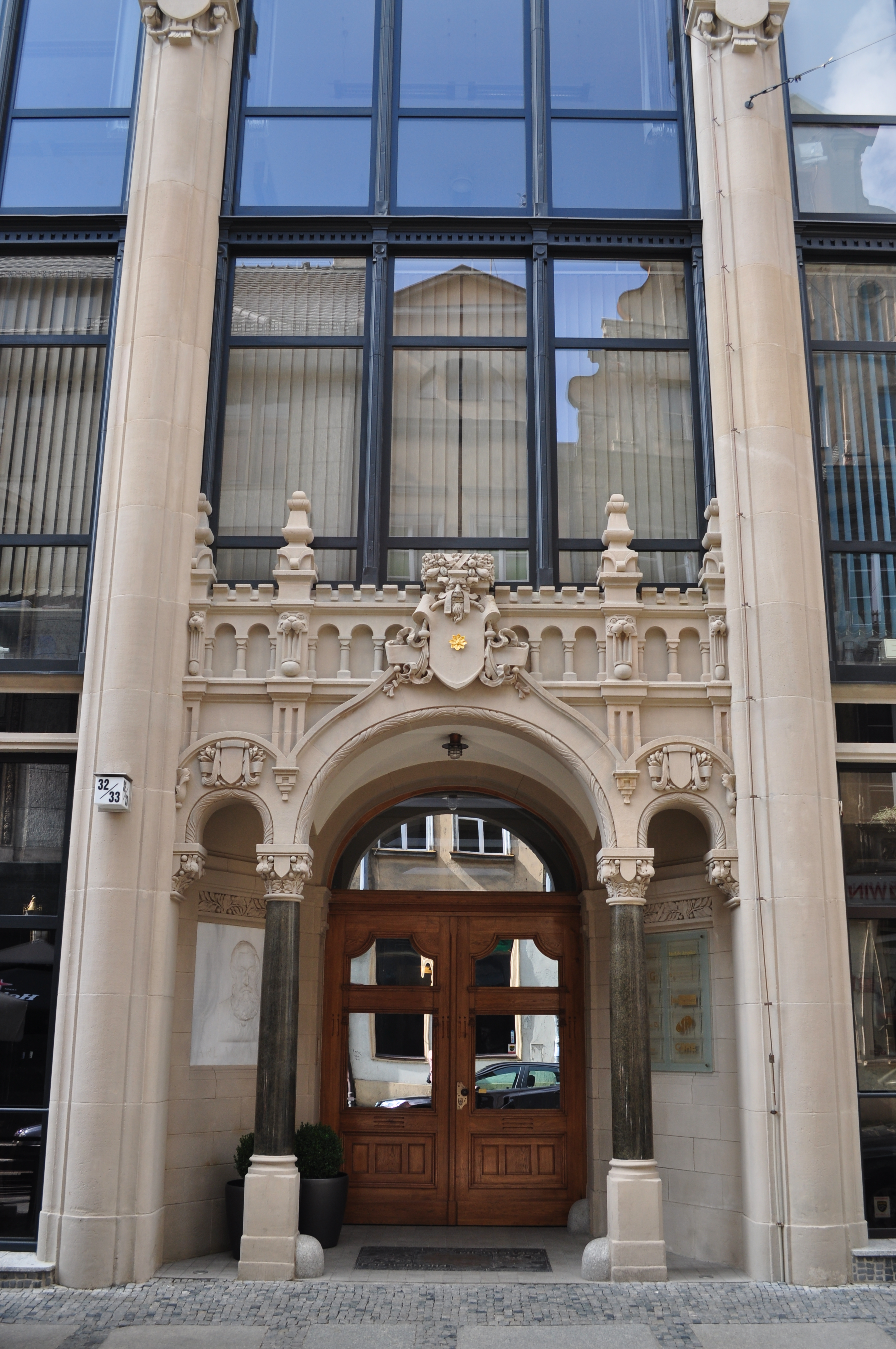
Portal wejściowy do budynku

W 1899 działki nr 32 i 33 zostały zakupione przez dwóch handlowców Leo Schlesigera i David Eljakim Grünbaum będących właścicielami firmy zajmującej się od 1885 roku handlem hurtowym i eksportem konfekcji męskiej i chłopięcej. W 1891 roku do spółki dołączył Max Schesinger, a w 1901 roku Isidor Guttmann. W latach 1899–1901 na zakupionych działkach wzniesiono czteroskrzydłowy nowoczesny dom handlowy z wewnętrznym dziedzińcem według projektu architekta Leo Schlesingera, który inspirował się domem handlowym Tiedemanna w Berlinie. Budynek został zaprojektowany z myślą o wynajem dla hali produkcyjnej, wzorcowni, magazynów. Na parterze zaprojektowano sześć sklepów z osobnym wejściem do każdego i z własnymi witrynami i szyldem. Czterokondygnacyjny od frontu dom handlowy został nakryty dwuspadowym kalenicowym dachem z dwukondygnacyjnym poddaszem; pozostałe skrzydła miały pięć kondygnacji. Konstrukcja budynku była szkieletowa oparta na okrągłych słupach. Elewacja frontowa podzielona była ośmioma kamiennymi filarami i siedmioma przęsłami zamkniętymi łukami. Pomiędzy arkadami umieszczone zostały szklane tafle ujęte w stalową konstrukcję. Na fasadzie, na wysokości trzeciej i czwartej kondygnacji umieszczono dodatkowo bardzo bogate secesyjne detale rzeźbiarskie. Każdy filar zakończony był zdwojonymi kolumienkami o polerowanych, sjenitowych trzonach na których ustawiono rzeźby głów kobiecych w koronach. W osi fasady umieszczono secesyjno-romański czarny, kamienny, wgłębny portal podtrzymywany przez dwie kolumny o podobnych do tych na górze polerowanych sjenitowych trzonach i głowicach o formach roślinnych. W centralnej części nad wejściem znajdował się kartusz ozdobiony męską twarzą. Portal prowadził do sieni przejazdowej i do klatki schodowej znajdującej się na końcu sieni: dodatkowa klatka schodowa została zaprojektowana po przeciwnej stronie dziedzińca. W budynku funkcję komunikacyjną pełniły dodatkowo dwie windy. Elewacje od strony dziedzińca były pokryte białą glazurowaną cegłą i pozbawione były architektonicznych detali.

## Po 1945 roku
Działania wojenne w 1945 roku nie uszkodziły budynku. Jego wnętrza zostały zaadaptowane dla zakładu produkcyjnego Intermody, a na poziomie parteru otworzono sklep firmowy. W 1995 roku budynek został zmodernizowany według projektu firmy Archicom. Powstały wówczas pomieszczenia biurowe i dwupoziomowy sklep wyposażony w windy. Wymieniono również witryny i ślusarkę, od strony ul. Kazimierza Wielkiego wybito dodatkowe wejście.
W latach 2006–2013 budynek został ponownie przebudowany przystosowywany do potrzeb biurowo-usługowych. Oczyszczono wówczas fronton budynku, wyeksponowano elementy dekoracyjne, m.in. twarze kobiece przedstawiające według współczesnych architektów mitologiczną Meduzę. W związku z tym budynkowi nadano nieuzasadnioną histrycznie nazwę „Kamienica Pod Gorgoną”.